# Hia C-ed O'odham

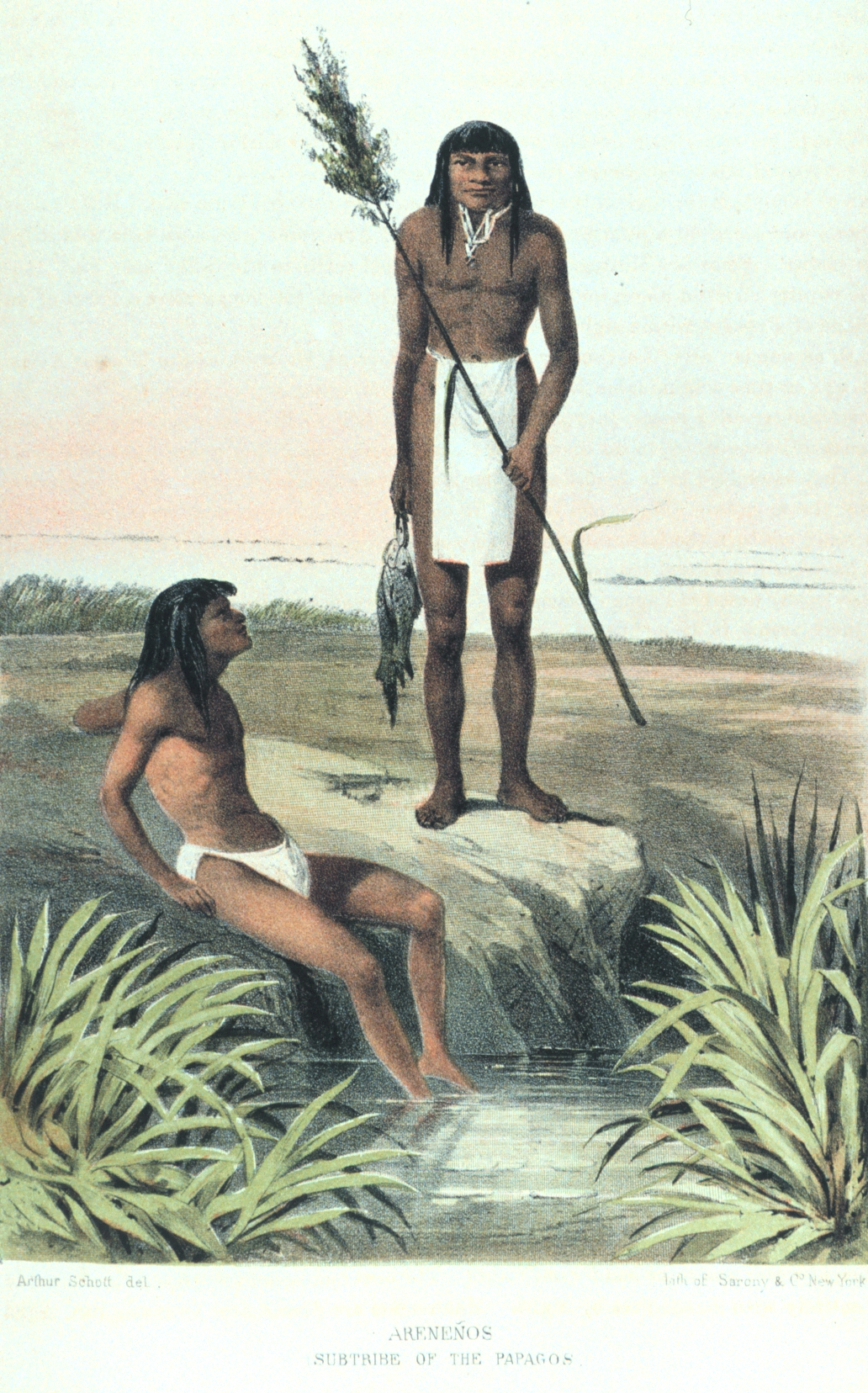
Dos homes Hia C-eḍ O'Odham després d'una expedició de pesca. Litografia de 1857

Els Hia C-eḍ O'odham ("Poble de la duna de sorra"), també coneguts com a Areneños o Pimes de Sorra són un poble amerindi la llar tradicional dels quals es trobava entre Ajo Range, el riu Gila, el riu Colorado, i el Golf de Califòrnia. Actualment no estan reconeguts ni a nivell estatal ni a nivell federal ni als Estats Units ni a Mèxic, encara que la Nació Tohono O'odham té un comitè per a assumptes relacionats amb ells i té terrenys mantinguts en fideïcomís per a ells. Estan representats per una organització de la comunitat coneguda com a Hia-Ced O'odham Alliance. Els Hia C-eḍ O'odham ja no són nòmades i la majoria avui viuen vora Ajo (Arizona) o en els petits assentaments de Blaisdell i Dome vora Yuma.
Sovint han estat considerats com una "subtribu papago" pels antropòlegs, junt amb els Tohono O'odham i nombrosos grups que desaparegueren o s'uniren als Tohono O'odham. Qualsevol que pugui demostrar ascendència Hia C-eḍ O'odham trobant quàntum de sang Nació Tohono O'odham pot demanar ser membre de la Nació Tohono O'odham. Alguns Hia Ced O'odham són registrats en la comunitat índia Ak-Chin.
El 24 de febrer de 2009 foren adquirits en fideïcomís per la Nació 642,27 acres de terra vora Why (Arizona) prèviament comprats pels Tohono O'odham. Això es va fer amb la intenció de crear amb el temps un nou districte de la Nació Tohono O'odham per als Hia C-eḍ O'odham. El 30 d'octubre de 2012 una nova llei tribal va crear efectivament el "districte Hia-Ced" com el nou 12è districte de la nació Tohono O'odham, amb la terra en fideïcomís vora Why com a terra base inicial. Durant tres anys després de la data efectiva, els membres prèviament inscrits de la Nació Tohono O'odham tenen el dret a reclamar que llur designació de districte sigui reasignada al nou districte. Les persones que sol·licitin la inscripció tribal també poden sol·licitar la seva designació al districte Hia-Ced.

## Pobles O'odham
|                            | Hia C-eḍ O'odham                                                      | Tohono O'odham                                          | Akimel O'odham                              |
| -------------------------- | --------------------------------------------------------------------- | ------------------------------------------------------- | ------------------------------------------- |
| Llar tradicional           | Entre Ajo Range, el riu Gila, el riu Colorado i el Golf de Califòrnia | Desert al sude del riu Gila                             | Terra al voltant dels rius Gila i Salt      |
| Significat d'endònim       | Poble de la duna de sorra                                             | Poble del desert                                        | Poble del riu                               |
| Pautes de poblament        | Nòmades ("no-vilatans")                                               | Residències separades d'hivern i estiu ("dos-vilatans") | Habitatge fixo a rancherías ("un-vilatans") |
| Predomini de l'agricultura | Vora un 100% cacera i recol·lecció                                    | 75% cacera i recol·lecció, 25% agricultura              | 40% cacera i recol·lecció, 60% agricultura  |

## Cultura
A causa de la proximitat geogràfica van prendre certs trets culturals dels pobles yuma, amb algunes fonts que impliquen que la seva cultura era més yuma que pima, amb l'excepció de la seva llengua. Segons fonts històriques, els Hia C-eḍ O'odham eren amics dels cocopah, del quechan i els Halchidhoma.

### Gastronomia
Tradicionalment els Hia C-eḍ O'odham eren caçadors i recol·lectors. Caçaven llebres a la llebre i a les muntanyes caçaven amb arc i fletxes ovelles, cérvols muls, i antílops americans. També cacen rates mesqueres i llangardaixos. Durant certes èpoques de l'any baixen al Golf per a pescar i obtenir sal.
També menjaven camotes, una flor de tija comestible que es troba a les dunes de sorra, llavors de mesquite, fruites de saguaro i pitahaya, que recollien prop de Quitobaquito i el baix riu Sonoita.